# Легион (демон)
Легион, познат още като Гадаринския демон или превеждан като Множество, е демон, който е споменат в Евангелие от Марк 5:9 и Евангелие от Лука 8:30.
Паралелна версия на историята може да бъде открита в Евангелие от Матей 8:28 – 34, но тази версия не съдържа името „Легион“ и разказва за двама мъже, не само един човек, обладани от множество от демони. В легендата Иисус пътува до „Гадаринската земя“ („Герасена“ в Марко и Лука) и среща мъж, обладан от зъл дух, който проговаря на Иисус в разговор. Най-често цитираната версия е от Марк 5:9:
И Исус го попита: Как ти е името? А той Му каза: Легион ми е името; защото сме мнозина.. превод от Цариградската Библия
Друга версия на цитата е от Лука 8:30:
Исус го попита: Как ти е името? А той каза: Легион; защото много бесове бяха влезли в него. превод от Цариградската Библия
Демоните, които улегнали в Легион, били наясно с голямата сила на Иисус и умолявали да бъдат пощадени, и да не бъдат захвърлени обратно в бездънната яма – Ада (нито една от думите превеждани като Ад в Библията не били използвани, а те са Шеол, Геханна, Хаидес, Тартарос; специално, в Марк 5:10, е използвана гръцката дума Кхорас, преведена като „земя“, но по-точно означава празно пространство, и в Лука 8:31, е използвана думата Абисос, означаваща бездна). Иисус вместо да ги отпъди от тялото на мъжа, изпълнил желанието им, позволил им да живеят в стадо прасета. Когато демоните се вселили в прасетата, те побягнали към Галилейското море и се издавили в него.
Джон Доминик Кросан вярвал, че историята може да бъде сметната за притча за анти-римската съпротива. Това обяснява защо историята се ситуира различно в Гадара, Гераса и Гергеса: всички те са вариации на Цезария, местоположението от истинското събитие стоящо зад историята.
Впрочем, колкото до прасетата, те са отлични плувци и тези скочили в морето спокойно са могли да оцелеят. (Виж Umm Qais).
Джоузеф Атуил в книгата си Цезаровия месия, интерпретира тази история като изобразяване на Тит, като месия (Виж също Еврейските войни на Йосиф 6.5.4), и на настъпващия Римски легион в тяхната битка с възстаналите Фанатици в Цезария. Прасетата може би са алюзия към Легио X Фретенсис, който окупирал Йерусалим 70 г. сл. Хр. и имал глиган като един от символите си.

## В популярната култура
- „Легион“ 2017 г. (сериал)
- В романа на Дийн Кунц Фантоми, (също и филм) 'древният враг' се представя като Легион сред многото имена докато разговарял с Брус Хамънд през терминал в подвижната лаборатория.
- През 2007 г. във филмът Призрачен ездач, героят на Коравосърдечния, изигран от Уес Бентли, се представя като Легион (казва също „защото сме мнозина“) на края на филма, след като поглъща 200 грешни души от Сан Венганза.
- Във филма Shadowbuilder „злодеят“ е Легион.
- В анимационния сериал Лига на справедливостта, в епизода „Легион“, Лигата се бори с робот, който може да придобива всяка от техните характеристики. Роботът е наречен Легион.
- В Бурята на века на Стивън Кинг минисериал, се навежда на мисълта, че всемогъщата демонична фигура на Андре Лино е прикрития демон Легион, като името Лино е анаграма на Легион.
- В романа на Стивън Кинг The Stand, един от героите твърди, че злодеят Рандъл Флаг, е Легион.
- В кратката история на Д. Балард „The Reptile Enclosure“ пресича историята на Гадаринските свине с тълпата на плажа.
- Gamera 2: Attack of Legion, втория филм от heisei Gamera сериала използва първия библейски цитат за да представи извънземното насекомо Легион, когато неговите кошери за първи път се разбиват на Земята и започват да я колонизират.
- Легион е бос в игрите Castlevania. Той е типичено огромно демонично ядро обградено от тяло изцяло от трупове, които периодично падат от него, когато той поема щети.
- Споон притежава съзнание на Легион. Това не е демон, но също съдържа много души.
- Във филма Екзорсизмът на Емили Роуз, един от демоните обладаващи героинята твърди, „и аз бях с Легион.“
- В песента „Аз“ на Black Sabbath от албума им Dehumanizer има строфа „I am wicked/I am Legion“
- Във видеоиграта Shadowman, основния злодея се нарича Легион и често казва, „Защото сме мнозина.“
- Във видеоиграта Timesplitters: Future Perfect, в едно от нивата, вражеските роботи изричат „Ние сме Легион“.
- Във видеоиграта Dark Age of Camelot, Легион е последния бос срещу, който играчът може да се изправи на място наречено Водопадите на мрака, който е изобразен като един вид подземен свят.
- Краткият независим филм „HeadCheese“, е за мъж наречен Легион който е обладан от демони.
- В Тв сериите на BBC Red Dwarf епизодът „Легион“ съдържа герой казващ за себе си „Легион, Защото сме мнозина“
- Американската дет метъл група Deicide издава през 1992 албум наречен Легион.
- Филмът 5ive Girls намесва Легион.
- Канадската дет метъл група „Legion“ нарекли себе си на демона.
- Австралийската алтернативна група Severed Heads включва песента Легион в техния албум от 1986, Come Visit the Big Bigot.
- В Капитан Пауър и войните на бъдещето в епизода „Лодкарят“, когато свръхразумът е запитан колко биострахове пребивават в него, той заявява: „Мнозина. Задето ние сме Легион.“
- В поемата на Ричърд Уилбър „Матей VIII, 28 FF“ (от неговата колекция от 1969 Ходене на сън) представя Легион като превозно средство на безумието един вид метафора или самонадеяност, в чието съдържание предполага че съвремнното общество прекомерно се нуждае от Бог.
- В романа на Тери Пратчет – Крадец на време Ревизорът, който наблюдава работата по Великия часовник се нарича лейди Ле Гион.
- Във филма на Джорджия Манукас, „Екзорсизъм: Вбесяване на дявола“, героят на Матю Бейкър се нарича Легион.
- В книгата на Питър Блати „Заклинателят“, екранизирана по-късно, като „The Exorcist“, главната героиня е обладана от демон, който нарича себе си Легион.
- Във видеоиграта „Mass Effect 2“ Легион е името на програма, част от софтуерната платформа, наречена „Гет (Geth)“. На практика Легион е робот, които пояснява, че всички негови себеподобни всъщност са програми в тази платформа, от което следва, че всеки един индивид е част от едно цяло. Името Легион е избрано впоследствие точно поради този факт.